# Leichtathletik-Europameisterschaften 2010/Teilnehmer (Tschechien)
Tschechien meldete 42 Sportler, davon 20 Männer und 22 Frauen, für die Leichtathletik-Europameisterschaften 2010 vom 27. Juli bis zum 1. August in Barcelona.
| Wettbewerb        | Männer                                                         | Frauen                                                                                            |
| ----------------- | -------------------------------------------------------------- | ------------------------------------------------------------------------------------------------- |
| 100 m             | Jan Veleba (30. Platz)                                         | Kateřina Čechová (23. Platz)                                                                      |
| 200 m             | Petr Szetei (21. Platz) Jiří Vojtík (20. Platz)                | Denisa Rosolová (nicht gestartet)                                                                 |
| 400 m             |                                                                | Jitka Bartoničková (nicht gestartet) Denisa Rosolová (5. Platz)                                   |
| 800 m             | Jakub Holuša                                                   | Lenka Masná (6. Platz)                                                                            |
| 3000 m Hindernis  |                                                                | Marcela Lustigová                                                                                 |
| 100 m Hürden      | –                                                              | Lucie Škrobáková                                                                                  |
| 110 m Hürden      | Martin Mazáč Petr Svoboda                                      | –                                                                                                 |
| 400 m Hürden      | Josef Prorok Michal Uhlík                                      | Zuzana Bergrová Zuzana Hejnová Kristina Volfová                                                   |
| 20 km Gehen       |                                                                | Lucie Pelantová Zuzana Schindlerová                                                               |
| Hochsprung        | Jaroslav Bába                                                  |                                                                                                   |
| Stabhochsprung    | Michal Balner Jan Kudlička                                     | Romana Maláčová Jiřina Ptáčníková                                                                 |
| Weitsprung        | Roman Novotný                                                  |                                                                                                   |
| Kugelstoßen       | Remigius Machura Antonín Žalský                                | Jana Kárníková                                                                                    |
| Diskuswurf        | Libor Malina Jan Marcell                                       | Věra Cechlová                                                                                     |
| Hammerwurf        |                                                                | Lenka Ledvinová Kateřina Šafránková                                                               |
| Speerwurf         | Petr Frydrych Jakub Vadlejch Vítězslav Veselý                  | Jarmila Klimešová Barbora Špotáková                                                               |
| Siebenkampf       | –                                                              | Kateřina Cachová Eliška Klučinová                                                                 |
| Zehnkampf         | Roman Šebrle                                                   | –                                                                                                 |
| 4 × 400 m Staffel | Jakub Holuša Josef Prorok Petr Szetei Michal Uhlík Jiří Vojtík | Jitka Bartoničková Zuzana Bergrová Zuzana Hejnová Denisa Rosolová Jana Slaninová Kristina Volfová |